# Elettaria
Elettaria é um gênero da família Zingiberaceae.
São plantas nativas do sudeste asiático do sul da Índia até o Sri Lanka, leste da Malásia e Indonésia ocidental.

## Espécies
Estão descritas as seguintes espécies:
- Elettaria cardamomum (L.) Maton
- Elettaria minuta Blume
- Elettaria musacea Horan.
- Elettaria rosea Teijsm. & Binn. ex Benth.
- Elettaria villosa (Teijsm. & Binn.) Miq.